# Nauru az olimpiai játékokon
A csendes-óceáni szigetország, Nauru első alkalommal 1996-ban, Atlantában vett részt az olimpiai játékokon, azóta minden nyári olimpián képviseltette magát, de sportolói még nem nyertek érmet.
Nauru főképp súlyemelő hagyományairól híres, ezért eddig mind a nyolc olimpikonjuk ebben a sportágban indult. Nauru különleges a többi országhoz képest, hiszen nekik van a legkisebb országuk a 205 tagú Nemzetközi Olimpiai Bizottságban.
Hon. Vinson Detenamo vezetése alatt az Olimpiai Mozgalom az 1990-es években elérte Naurut is. A Naurui Olimpiai Bizottság jövőjét 1991-ben alapozták meg, és a Nemzetközi Olimpiai Bizottsággal való tárgyalások is még abban az évben elkezdődtek. 1994 májusában adták be csatlakozási kérelmüket a NOB-hoz, és 1994 szeptemberében az országot fel is vették, így jogot nyertek az 1996-os játékokon való szerepléshez.
1996 nem az első alkalom volt, hogy Nauru sportolói megjelentek az olimpiai játékokon. Az 1990-es Nemzetközösségi Játékokon aratott óriási sikere után a súlyemelő, Marcus Stephen szamoai állampolgárságot kapott, így 1992-ben indulhatott a barcelonai olimpián. 1996-ban és 2000-ben Stephen már saját nemzete színei alatt versenyzett.
Paul Coffa az Óceániai Súlyemelő Szövetség súlyemelő edzője és Nauru olimpiai edzője is 1994-től.

## Sportolók száma
| Olimpia | Sportolók |
| ------- | --------- |
| 1996    | 2         |
| 2000    | 2         |
| 2004    | 3         |
| 2008    | 1         |